# 吉建军
吉建军（1972年8月—），男，汉族，河南灵宝人。在职研究生学历，1992年6月加入中国共产党，1992年10月参加工作，曾任周口市市长。

## 简历
吉建军曾任商丘市睢县县长、睢县县委书记，中共安阳市委常委、政法委书记等职。并在睢县县长任内被授予全国优秀县委书记称号。
2017年6月，吉建军履新周口市，任周口市委常委、市政府常务副市长。2021年7月，任中共周口市委副书记、市人民政府市长。2024年8月8日因涉嫌严重违纪违法在周口市市长任上接受河南省纪委监委纪律审查和监察调查。同年11月28日，河南省第十四届人大常委会第十二次会议决定罢免其第十四届全国人民代表大会代表职务。